# Lorena Milanato
Lorena Milanato (Padova, 23 aprile 1962) è una politica italiana.

## Biografia
Alle elezioni politiche del 2001 viene candidata alla Camera dei deputati nel collegio elettorale di Albignasego, sostenuta dalla coalizione di centro-destra Casa delle Libertà in rappresentanza forzista, dove risulta eletta per la prima volta deputata con il 45,92% dei voti contro i candidati de L'Ulivo Cesare Pillon (39,5%), della Liga Fronte Veneto Enrico De Pasqualin (5,94%), della Lista Di Pietro Antonio Casotto (5,15%) e di Democrazia Europea Umberto Calvello (3,49%). Nella XVIII legislatura della Repubblica è stata componente della 10ª Commissione Attività produttive, commercio e turismo, della Commissione per la concessione di ricompense al valore e al merito civile e, in sostituzione del Ministro dell'economia e delle finanze Giulio Tremonti, della 6ª Commissione Finanze.
Alle elezioni del 2006 è rieletta alla Camera dei Deputati, mediante il nuovo sistema elettorale del Porcellum.
Nel 2008, con la vittoria da parte di Silvio Berlusconi, è confermata deputata.
Nel 2013 è eletta per la quarta volta alla Camera dei Deputati nelle liste del Popolo della Libertà, nella circoscrizione Veneto 1.
Il 16 novembre 2013, con la sospensione delle attività del Popolo della Libertà, aderisce a Forza Italia.
Rieletta nel 2018 nel collegio uninominale di Abano Terme, diventa tesoriere di Forza Italia alla Camera.